# Subimago
Subimago är det sista utvecklingsstadiet av en dagsländas nymf där den är bevingad men en sista hudömsning återstår till den könsmogna sländan, imago. 
I flugfiskesammanhang kallas detta stadium "dun" efter engelsk flugfisketerminologi.